# Ernst Frey
Ernst Frey (1915-1994), hay Nguyễn Dân, là một đảng viên cộng sản và một người Việt Nam mới gốc Áo. Ông từng được phong cấp bậc đại tá trong quân đội Việt Nam Dân chủ Cộng hòa.

## Cuộc đời và sự nghiệp
Ernst Frey sinh năm 1915, tại Viên, Áo, trong một gia đình gốc Do Thái. Năm 1934, ông gia nhập Đoàn Thanh niên Cộng sản Áo (Kommunistische Jugend Österreichs -KJÖ). Bấy giờ, chủ nghĩa phát xít đang chiếm ưu thế ở Áo, và Đoàn Thanh niên Cộng sản lại là phong trào thanh niên chống chủ nghĩa phát xít quan trọng nhất ở Áo. Là một người cộng sản, lại có gốc Do Thái, Ernst Frey thường xuyên phải chịu sự đàn áp, nhiều lần bị giam giữ dưới chính quyền thân phát-xít.
Tháng 3 năm 1938, sự kiện Anschluss nổ ra, Áo bị sát nhập vào nước Đức Quốc xã. Nhiều thành viên Đoàn Thanh niên Cộng sản đã bị bắt, bị hành quyết hoặc bị sát hại trong các trại tập trung. May mắn với Ernst Frey khi ông đào thoát sang được Thụy Sĩ vào tháng 4 năm 1938. Ông bị giam giữ nhiều tháng trước khi được trả tự do vì tội nhập cư bất hợp pháp. Sau đó, ông tìm cách đến Pháp với mục đích gia nhập Lữ đoàn Quốc tế để tham gia Nội chiến Tây Ban Nha. Tuy nhiên, khi đó nước Pháp đã tuyên chiến với Đức, những người gốc Đức như Ernst Frey phải đối diện với nguy cơ kỳ thị, bị nghi ngờ gián điệp, vì vậy ông đã tình nguyện gia nhập Binh đoàn Lê dương Pháp và được đưa sang tham gia lực lượng đồn trú ở Algeria.
Năm 1941, để tránh bị đưa về Đức, Ernst Frey tình nguyện tham gia phục vụ tại Đông Dương. Ông được biên chế vào Trung đoàn bộ binh hải ngoại số 5 (5e régiment étranger d'infanterie - 5e REI), trú đóng tại Việt Trì. Tại đây, ông làm quen với một số bạn hữu cùng lý tưởng như Erwin Borchers, Rudolf Schröder..., cùng thành lập một chi bộ Cộng sản của họ, do Ernst Frey "phụ trách chính trị". Ông cùng các bạn hữu tìm các bắt liên lạc với những người Cộng sản Việt Nam, trong đó, có một người Cộng sản trẻ có bí danh là Phong. Qua sự giới thiệu của Phong, Ernst Frey được kết nạp vào Đảng Cộng sản Đông Dương năm 1944.
Tháng 3 năm 1945, Nhật đảo chính Pháp. Đơn vị của Ernst Frey bị quân Nhật giải giới. Ông và các đồng ngũ bị bắt làm tù binh và bị đưa đi giam ở Hòa Bình. Nhưng chỉ vài tháng sau đó, Cách mạng tháng 8 bùng nổ. Với sự giúp đỡ của những đồng chí Cộng sản Việt Nam, ông cùng Erwin Borchers (Chiến Sĩ), Rudolf Schröder (Lê Đức Nhân) được giải thoát và gia nhập hàng ngũ Việt Minh. Ông gặp lại Phong, người lúc này ông mới biết chính là một lãnh đạo cao cấp nhất của Đảng Cộng sản Đông Dương, Tổng bí thư Trường Chinh.
Ban đầu, Ernst Frey được bố trí công tác trong cơ quan báo chí của Đảng. Ông cùng các bạn hữu thành lập tờ Le Peuple (Nhân dân) bằng tiếng Pháp, nhằm mục đích tuyên truyền cho chính phủ Việt Nam Dân chủ Cộng hòa, chống lại hành vi trở lại xâm chiếm Việt Nam của thực dân Pháp. Tuy nhiên, bấy giờ chiến sự đã bùng nổ ở Nam Bộ, ông được Bộ trưởng Nội vụ Võ Nguyên Giáp đề nghị trở thành một huấn luyện viên quân sự và sẽ Nam công tác. Với sự giúp đỡ của Vương Thừa Vũ, ông đã mở một lớp huấn luyện cho 200 cán bộ chiến sĩ Việt Minh tại Phú Lương. Cũng chính từ lúc này, ông lấy tên Việt là Nguyễn Dân.
Đầu năm 1946, theo đề nghị của Chủ tịch Ủy ban Kháng chiến miền Nam Việt Nam Nguyễn Sơn, Ernst Frey vào Khu 4. Tại đây, ông tham gia chỉ huy quân Vệ quốc đoàn phục kích đánh thắng quân Pháp tại đèo An Khê. Do chiến tích này, tháng 9 năm 1946, ông được công nhận cấp bậc Đại tá. Ông được xem là một trong những đại tá đầu tiên của Quân đội nhân dân Việt Nam, khi mới 31 tuổi.
Khi Toàn quốc kháng chiến bùng nổ, Ernst Frey được điều động trở ra Việt Bắc, giữ vai trò Chỉ huy trưởng các đơn vị bảo vệ khu căn cứ Trung ương. Tại đây, ông được tiếp xúc với Chủ tịch Hồ Chí Minh và được cử tham gia phái đoàn đón tiếp phái đoàn từ Nam Bộ ra Trung ương. Hè năm 1948, ông lại được cử vào Nam phụ tá cho tướng Nguyễn Sơn, tiếp tục tham gia cuộc kháng chiến chống Pháp. Đầu năm 1950, ông lại được cử ra Việt Bắc tham dự Hội nghị đại biểu toàn quốc lần thứ ba của Đảng.
Tuy nhiên, từ sau thời kỳ này, ảnh hưởng của Cộng sản Trung Quốc ngày càng tác động mạnh đến những người Cộng sản Việt Nam. Những người Việt Nam mới được đề nghị hồi hương, trong đó có cả Ernst Frey và Rudolf Schroeder. Tháng 9 năm 1950, Ernst Frey rời Việt Nam về Áo. Trước khi ra đi, ông nhận được thư tiễn của Chủ tịch Hồ Chí Minh cùng nhiều bạn hữu chiến đấu khác như Nguyễn Chí Thanh, Tạ Quang Bửu, Nguyễn Chương...
Sau khi hồi hương, ông sống ở Vienna, hoạt động thương mại, lập gia đình và sinh con, sống thầm lặng. Mãi đến năm 1992, ông nhận được tấm bưu thiếp của của người bạn cũ Võ Nguyên Giáp. Trong thư hồi đáp, ông tuyên bố: "Tất cả tình yêu mà tôi dành cho Việt Nam và dân tộc này, ở chừng mực nào đó, tập trung vào cá nhân đồng chí, và sự chân thành của đồng chí đã làm tôi vui sướng biết bao. Đối với tôi thì Việt Nam, dẫu có những khó khăn về ngôn ngữ, là quê hương mà năm 1950 tôi phải để lại. Đó cũng là đất nước duy nhất mà vì nó, tôi sẵn sàng hy sinh cả máu mình".
Ông qua đời năm 1994 tại Viên.

## Hồi ký
Trong những năm cuối đời, ông đã viết bộ hồi ký "Vietnam, mon amour. Ein Wiener Jude im Dienst von Ho Chi Minh" (Việt Nam, tình yêu của tôi. Một người Do Thái thành Viên phục vụ Hồ Chí Minh). Hồi ký được xuất bản bằng tiếng Đức vào năm 2001, 7 năm sau khi ông qua đời, được dịch sang tiếng Việt và xuất bản tại Việt Nam năm 2014.